# Trzy billboardy za Ebbing, Missouri
Trzy billboardy za Ebbing, Missouri – amerykańsko-brytyjski film kryminalny z 2017 roku, w reżyserii Martina McDonagha. Zdjęcia kręcono w Karolinie Północnej.

## Fabuła
Mildred Hayes mimo upływu czasu nie może pogodzić się z gwałtem na swojej nastoletniej córce Angeli i jej śmiercią. Jest wściekła z powodu braku postępów w dochodzeniu prowadzonym przez policję. Mildred wynajmuje opuszczone trzy billboardy  w pobliżu swojego domu, na których w kolejności umieszcza zdania: Raped while dying, And still no arrests?,  How come, chief Willoughby? Tablice reklamowe wywołują ferment wśród mieszkańców, w tym irytację szeryfa Billa Willoughby’ego i oficera Jasona Dixona.

## Obsada
- Frances McDormand jako Mildred Hayes
- Woody Harrelson jako szeryf  Bill Willoughby
- Sam Rockwell jako oficer Dixon
- Caleb Landry Jones jako Red Welby
- Kerry Condon jako Pamela
- Darrell Britt-Gibson(inne języki) jako Jerome
- Abbie Cornish jako Anne
- Lucas Hedges jako Robbie
- Željko Ivanek jako sierżant Desk
- Amanda Warren(inne języki) jako Denise
- Peter Dinklage jako James
- Kathryn Newton jako Angela
- John Hawkes jako Charlie
- Samara Weaving jako Penelope
- Clarke Peters jako Abercrombie
- Brendan Sexton III(inne języki) jako Crop-Haired Guy

## Nagrody i nominacje
W 2018 roku film Trzy billboardy za Ebbing, Missouri zdobył cztery Złote Globy (w tym dla najlepszego filmu dramatycznego) oraz pięć nagród BAFTA. Otrzymał także siedem nominacji do Oscara w kategoriach: za „najlepszy film”, „najlepszy scenariusz oryginalny”, „najlepszą aktorkę pierwszoplanową” (Frances McDormand), „najlepszego aktora drugoplanowego” (Sam Rockwell i Woody Harrelson), „najlepszą muzykę” i „najlepszy montaż”. Statuetki otrzymali: Frances McDormand (najlepsza aktorka pierwszoplanowa) oraz Sam Rockwell (najlepszy aktor drugoplanowy)..